# Fredric Joachim Ekman
Fredric Joachim Ekman (eller Fredrik Johan Ekman), född 29 januari 1798 i Nystad, död 13 mars 1872 i Helsingfors, var en svensk-finländsk präst, målare och skulptör.
Han var son till borgmästaren i Nystad Carl Christopher Ekman och Sara Elisabeth Gadolin samt från 1830 gift med Sofia Agatha Ingman och far till Carl Anders Ekman. Han var bror till Robert Wilhelm Ekman.  
Efter avslutad utbildning med en fil.kand. examen och doktorsgrad 1823 valde Ekman att 1824 studera vid Konstakademien i Stockholm där han nämns i akademiens protokoll fram till 1828. Han tillträdde 1829 en anställning som konsistorialamanuens vid Universitetet i Helsingfors och kom även att ägna sig åt konstundervisning. Han kom senare att verka som präst i Tavastehus där han vid sidan om sina ämbetsåligganden drev en ritskola. Vid konstföreningens utställning i Helsingfors 1871 medverkade han med en bystskulptur över brodern Robert Wilhelm.
Ekman tjänstgjorde bland annat i finska församlingen i Stockholm och på Runö, om vilken plats han 1847 utgav en Beskrifning om Runö i Lifland. 1860–1867 utgavs hans utdrag ur författningar angående ecklesiastiska och skolförhållanden i Finland. Våren 1848 utnämndes Ekman till kaplan i Åbo domkyrkoförsamling